# Schwyz (stacja kolejowa)
Schwyz (niem: Bahnhof Schwyz) – stacja kolejowa w Schwyz, w kantonie Schwyz, w Szwajcarii. Znajduje się na zarządzanej przez SBB-CFF-FFS linii Gotthardbahn.

## Historia
Stacja została otwarta w 1882 roku, kiedy otwarto Gotthardbahn na odcinku Immensee - Chiasso. W 1909 stacja zmieniał właściciela przechodzą z Gotthardbahn do SBB. 1900 stacja została połączona z systemem Tramwajów w Schwyz do siatki samochodów Schwyzerstrasse. 1914 linię przedłużono do stacji Brunnen.
W latach 1979-1980 cała stacja została przebudowana, a stary budynek dworca zastąpiony nowy, nowocześniejszym. Perony zostały zmodernizowane, a tory dodatkowe zlikwidowane.

## Linie kolejowe
- Gotthardbahn